# European Challenge Cup 2003/04
Der European Challenge Cup 2003/04 war die achte Ausgabe des European Challenge Cup, des zweitrangigen europäischen Pokalwettbewerbs im Rugby Union. Es waren 28 Mannschaften aus sechs Ländern beteiligt. Der Wettbewerb begann am 5. Dezember 2003, das Finale fand am 22. Mai 2004 im Madejski Stadium in Reading statt. Den Titel gewann das englische Team Harlequins.

## Modus
Alle Mannschaften der englischen Zurich Premiership, der französischen Top 14, der internationalen Magners League und der italienischen Super 10, die sich nicht für den Heineken Cup qualifiziert hatten, nahmen am European Challenge Cup teil. Hinzu kamen zwei Mannschaften der spanischen División de Honor de Rugby.
Wie in der Austragung zuvor wurde der Wettbewerb im K.-o.-Format ausgetragen. Die Mannschaften trafen in einem Heim- und einem Auswärtsspiel gegeneinander an, wobei das Team mit dem besseren Gesamtergebnis in die nächste Runde einzog. Das Finale umfasste ein einziges Entscheidungsspiel.

## Spiele

### 1. Runde
- Hinspiele: vom 5. bis 7. Dezember 2003
- Rückspiele: vom 12. bis 14. Dezember 2003
- Teilnehmer: 28

|                        | Gesamt |                       | Hinspiel | Rückspiel |
| ---------------------- | ------ | --------------------- | -------- | --------- |
| Rotherham RUFC         | 23:052 | RC Narbonne           | 10:17    | 13:35     |
| Rugby Leonessa         | 03:113 | AS Montferrand        | 00:55    | 03:58     |
| Valladolid RAC         | 37:137 | Newcastle Falcons     | 10:71    | 27:66     |
| Rugby Roma Olimpic     | 18:127 | Saracens              | 13:45    | 05:82     |
| Gran Parma             | 16:076 | FC Grenoble           | 10:35    | 06:41     |
| L’Aquila Rugby         | 11:125 | Bath Rugby            | 11:75    | 00:50     |
| Rugby Rovigo           | 24:128 | Castres Olympique     | 14:53    | 10:75     |
| US Colomiers           | 75:032 | Petrarca Padova Rugby | 37:12    | 38:20     |
| Montpellier Hérault RC | 24:068 | Glasgow Warriors      | 11:30    | 13:38     |
| CA Brive               | 61:041 | Rugby Viadana         | 39:03    | 22:38     |
| CR El Salvador         | 21:094 | Harlequins            | 18:31    | 03:63     |
| US Montauban           | 54:062 | London Irish          | 30:26    | 24:36     |
| Rugby Parma            | 34:058 | Section Paloise       | 28:33    | 06:25     |
| AS Béziers             | 23:029 | Connacht Rugby        | 10:18    | 13:11     |

Die zwei besten Verlierer, US Montauban und AS Béziers, kamen ebenfalls eine Runde weiter.

### 2. Runde
- Hinspiele: vom 3. bis 5. Dezember 2003
- Rückspiele: vom 10. bis 12. Dezember 2003
- Teilnehmer: 16

|                   | Gesamt |                   | Hinspiel | Rückspiel |
| ----------------- | ------ | ----------------- | -------- | --------- |
| Connacht Rugby    | 35:17  | Section Paloise   | 29:07    | 06:10     |
| US Montauban      | 25:79  | Harlequins        | 08:43    | 17:36     |
| Newcastle Falcons | 23:28  | AS Montferrand    | 10:03    | 13:25     |
| CA Brive          | 58:48  | Castres Olympique | 30:17    | 28:31     |
| US Colomiers      | 42:58  | Bath Rugby        | 25:32    | 17:26     |
| FC Grenoble       | 23:43  | AS Béziers        | 15:19    | 08:24     |
| London Irish      | 30:42  | RC Narbonne       | 20:13    | 10:29     |
| Saracens          | 42:39  | Glasgow Warriors  | 37:06    | 05:33     |

### Viertelfinale
Hinspiele
| 24. Januar 2004 15:00 WEZ | Harlequins | 41 : 8 | CA Brive | The Stoop, London Zuschauer: 4.950 |
| 24. Januar 2004 15:00 WEZ |            |        |          | The Stoop, London Zuschauer: 4.950 |

| 24. Januar 2004 19:30 MEZ | AS Béziers | 24 : 19 | Bath Rugby | Stade de la Méditerranée, Béziers Zuschauer: 2.553 |
| 24. Januar 2004 19:30 MEZ |            |         |            | Stade de la Méditerranée, Béziers Zuschauer: 2.553 |

| 24. Januar 2004 19:30 MEZ | RC Narbonne | 18 : 27 | Connacht Rugby | Parc des Sports et de l’Amitié, Narbonne Zuschauer: 4.000 |
| 24. Januar 2004 19:30 MEZ |             |         |                | Parc des Sports et de l’Amitié, Narbonne Zuschauer: 4.000 |

| 25. Januar 2004 15:00 MEZ | AS Montferrand | 26 : 10 | Saracens | Stade Marcel-Michelin, Clermont-Ferrand Zuschauer: 9.444 |
| 25. Januar 2004 15:00 MEZ |                |         |          | Stade Marcel-Michelin, Clermont-Ferrand Zuschauer: 9.444 |

Rückspiele
| 31. Januar 2004 14:00 WEZ | Connacht Rugby | 16 : 10 | RC Narbonne | Galway Sportsgrounds, Galway Zuschauer: 2.000 |
| 31. Januar 2004 14:00 WEZ |                |         |             | Galway Sportsgrounds, Galway Zuschauer: 2.000 |

| 31. Januar 2004 14:15 WEZ | Bath Rugby | 26 : 7 | AS Béziers | Recreation Ground, Bath Zuschauer: 5.571 |
| 31. Januar 2004 14:15 WEZ |            |        |            | Recreation Ground, Bath Zuschauer: 5.571 |

| 1. Februar 2004 15:00 MEZ | CA Brive | 36 : 20 | Harlequins | Stade Amédée-Domenech, Brive-la-Gaillarde Zuschauer: 3.500 |
| 1. Februar 2004 15:00 MEZ |          |         |            | Stade Amédée-Domenech, Brive-la-Gaillarde Zuschauer: 3.500 |

| 1. Februar 2004 15:00 WEZ | Saracens | 18 : 14 | AS Montferrand | Vicarage Road, Watford Zuschauer: 4.058 |
| 1. Februar 2004 15:00 WEZ |          |         |                | Vicarage Road, Watford Zuschauer: 4.058 |

### Halbfinale
Hinspiele
| 10. April 2004 13:00 WESZ | Bath Rugby | 29 : 15 | AS Montferrand | Recreation Ground, Bath Zuschauer: 7.000 |
| 10. April 2004 13:00 WESZ |            |         |                | Recreation Ground, Bath Zuschauer: 7.000 |

| 11. April 2004 13:00 WESZ | Harlequins | 31 : 22 | Connacht Rugby | The Stoop, London Zuschauer: 6.573 |
| 11. April 2004 13:00 WESZ |            |         |                | The Stoop, London Zuschauer: 6.573 |

Rückspiele
| 24. April 2004 14:00 MESZ | AS Montferrand | 38 : 22 | Bath Rugby | Stade Marcel-Michelin, Clermont-Ferrand Zuschauer: 4.000 |
| 24. April 2004 14:00 MESZ |                |         |            | Stade Marcel-Michelin, Clermont-Ferrand Zuschauer: 4.000 |

| 25. April 2004 13:00 WESZ | Connacht Rugby | 23 : 18 | Harlequins | Galway Sportsgrounds, Galway Zuschauer: 6.000 |
| 25. April 2004 13:00 WESZ |                |         |            | Galway Sportsgrounds, Galway Zuschauer: 6.000 |

### Finale
| 22. Mai 2004 12:00 WESZ | AS Montferrand                                                                              | 26 : 27         | Harlequins                                                                   | Madejski Stadium, Reading Zuschauer: 13.123 Schiedsrichter: Nigel Whitehouse (Wales) |
| 22. Mai 2004 12:00 WESZ | Versuche: Azam Mignoni Erhöhungen: Floch (2) Straftritte: Floch (3) Dropgoals: Merceron (1) | (16:14) Bericht | Versuche: Duffy Keogh Erhöhungen: Dunne (1) Straftritte: Burke (4) Dunne (1) | Madejski Stadium, Reading Zuschauer: 13.123 Schiedsrichter: Nigel Whitehouse (Wales) |